# 大水上神社
大水上神社（おおみなかみじんじゃ）は、香川県三豊市にある神社である。式内社で、旧社格は県社。讃岐国二宮とされる。

## 概要
御朱印 授与所の開設は、土曜と日曜または日曜のみの午後1時半から4時頃までであるが、その月により変更があるので下記Facebookで事前に確認のこと。
7月上旬の大祓式・御神楽や、10月の和太鼓集団の野外ライブなど、イベント開催時には、和傘や竹灯りのライトアップが境内を彩る。

## 歴史
本殿裏の鰻淵脇と千五百皇子社の背後にある二カ所の磐座の祭祀から始まり、創建は弥生時代とも古墳時代とも云われ、延喜式神名帳に讃岐国二の宮と記載されている。古来より干ばつの時に雨乞い神事が行われた。
中世には、領主の近藤正光が八幡神を勧請し、大水上大明神とともに八幡大神・三島竜神を祀って「二宮三社」と称するようになり、別当清澄寺と別当神宮寺を有する神仏混淆の神社となり近藤家の庇護のもと繁栄した。また、空海（弘法大師）が唐に渡るとき当社に訪れ詣法を行い三神と問答和歌を詠んだ。
空海「はるばると詣きゑれば三の神力をそへてまもりたまへや五月雨ややまゑ思ひに旅の空いとま恋しくまいる我なり」、返歌は八幡大神「我はたゝいまも弓前の神としれ
もろこしまても守護じめくまん」、大水上大明神上之句「往来は心やすかれそらの海」三嶋竜神下之句 「水上清きわれハ竜神」
元暦元年（1184年）源平合戦の際に、源氏と平氏がそれぞれ願文を奉納する。
応永34年（1427年）当社が破損したときに、天皇より造営費の負担を受ける。
戦国時代に長曾我部軍勢に焼かれたと云われ、現在の建物は永禄年間の再建したのを、明治以降改築したものである。

## 祭神
- 大水上大明神（大水上明神は大山積命とされているが、諸説あり）
- 保牟多別命
- 宗像大神

## 境内
- 一の鳥居：県道脇にある。
- 睡僊橋
- 二の鳥居：これより鬱蒼な神域に入る
- 禊場

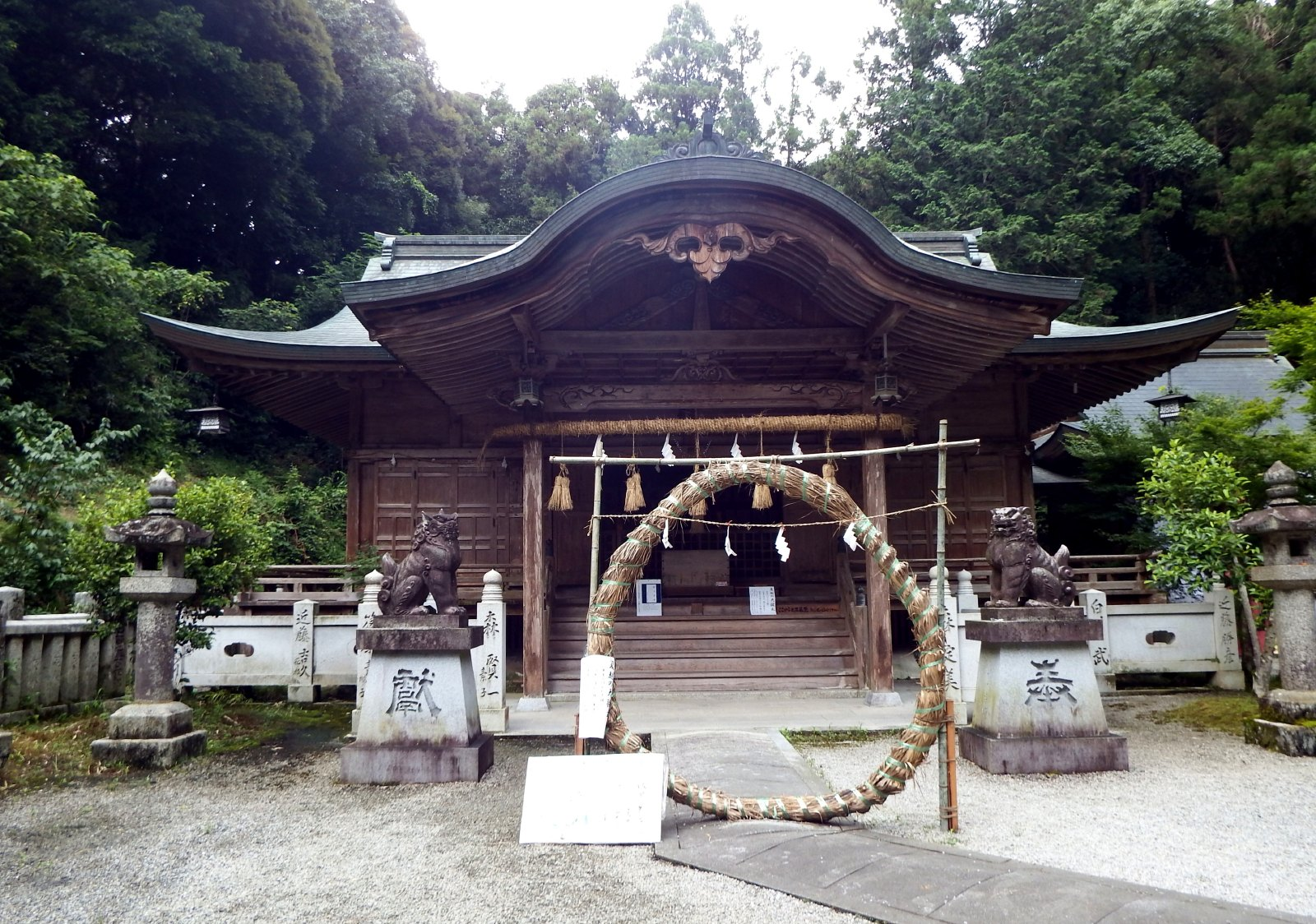
本社拝殿

- 注連石：当社の注連縄は拝殿のも真直ぐである。
- 随身門
- 三の鳥居
- 時雨燈籠：県指定文化財
- 本社拝殿・本殿
- 絵馬堂、矢場、社務所
- 鰻淵（竜王淵）：雨乞神事遺蹟。黒と白のウナギがいるといわれ、雨乞いの際、黒いウナギが現れると雨、白いウナギが現れると日照り、カニがあらわれると大風になると伝えられている[2]。
- 磐座（夫婦岩）：大水上祭祀遺跡の中心となる古代の御神体。二段になった岩の下の岩の上に石の祠がある。
- 大水上渓流谷：財田川の支流の宮川の渓谷沿いで昼でも鬱蒼と暗い地。
- 句碑・歌碑：水原秋桜子「茶どころと聞かねど新茶たぐいなし」、山口誓子「新茶佳し大水上の霧こめて」。大師参拝の神言「往来は心安かれ空の海 水上清きわれは竜神」二宮記録より。

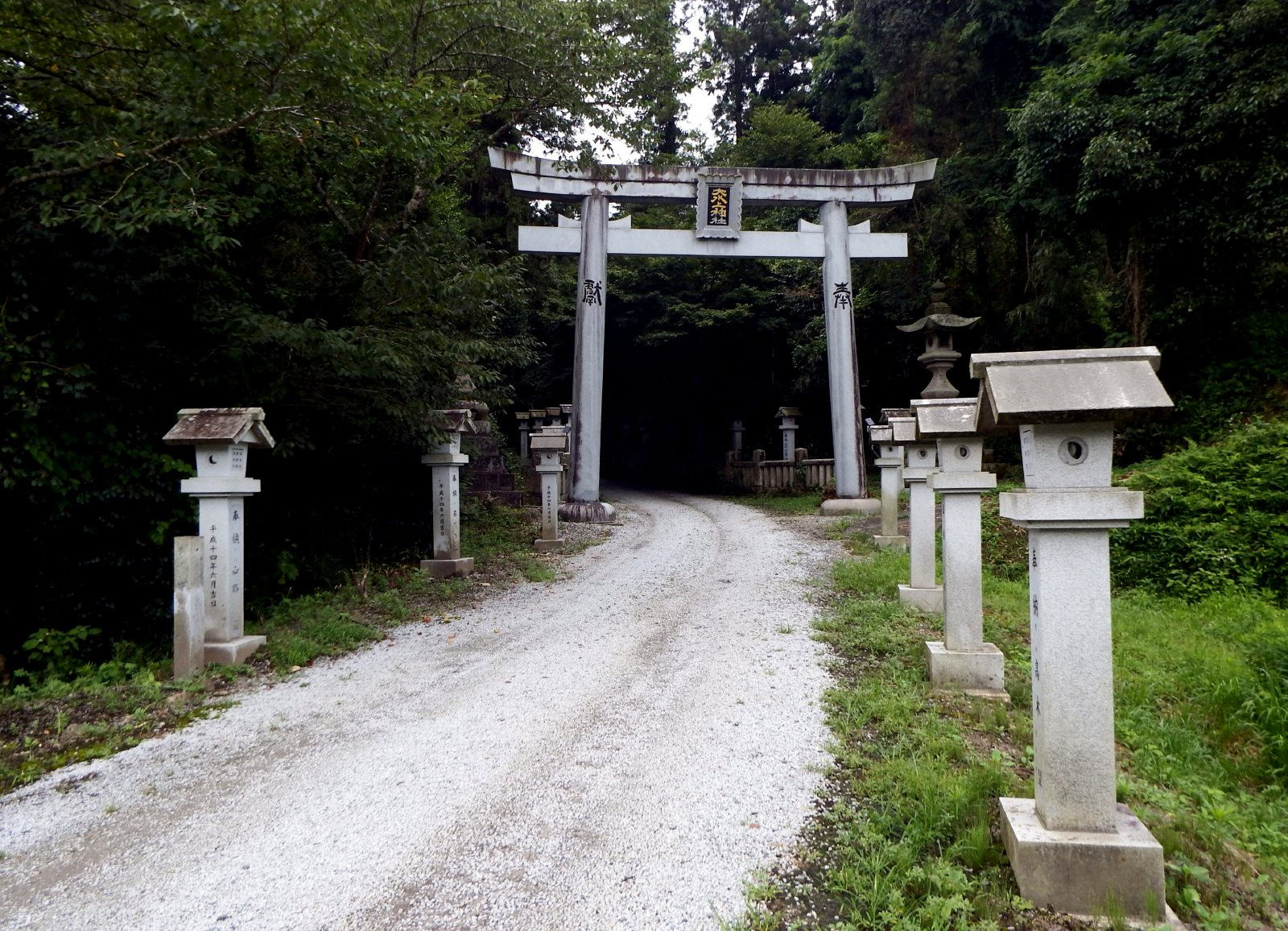
二の鳥居
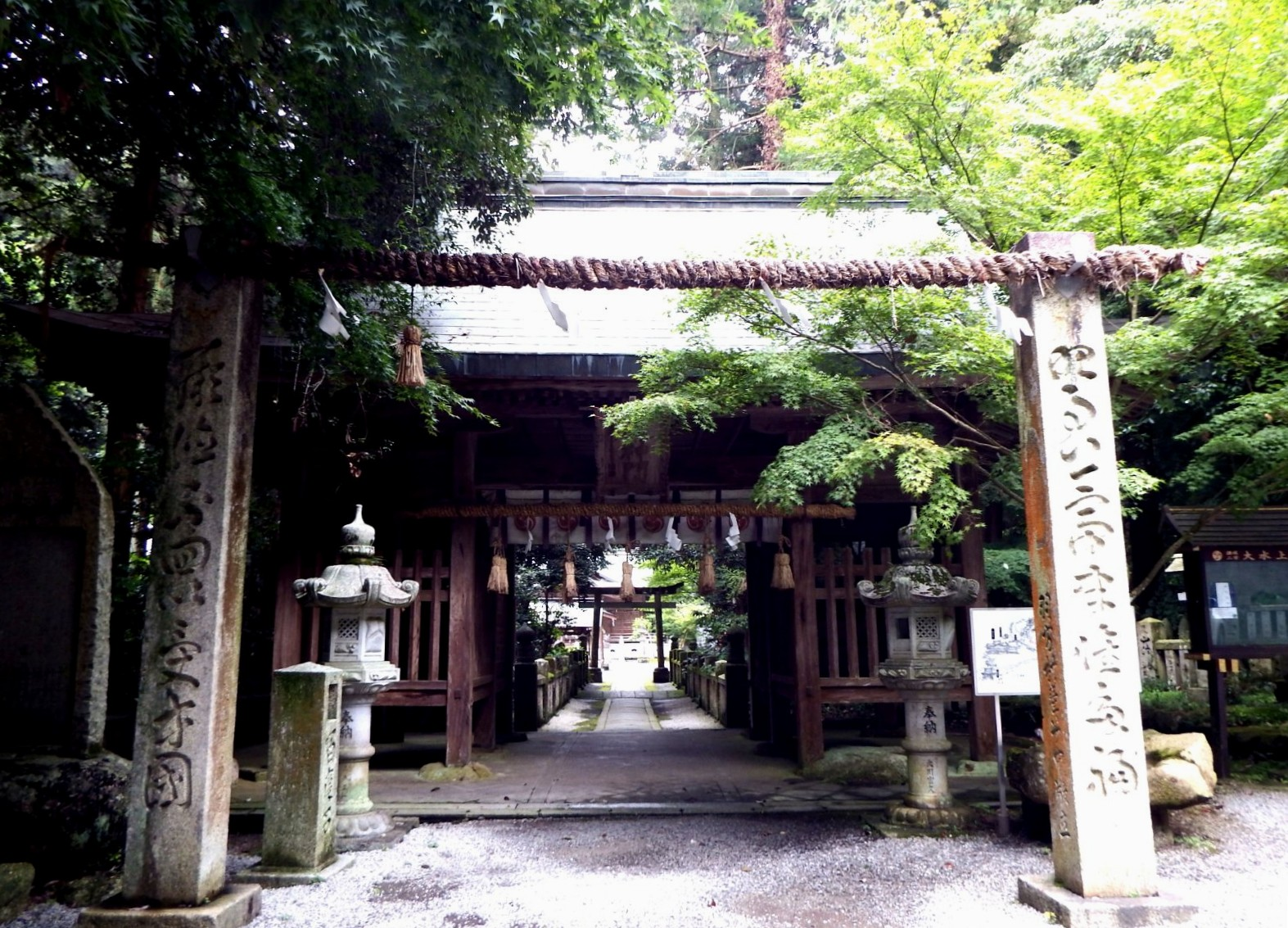
随身門
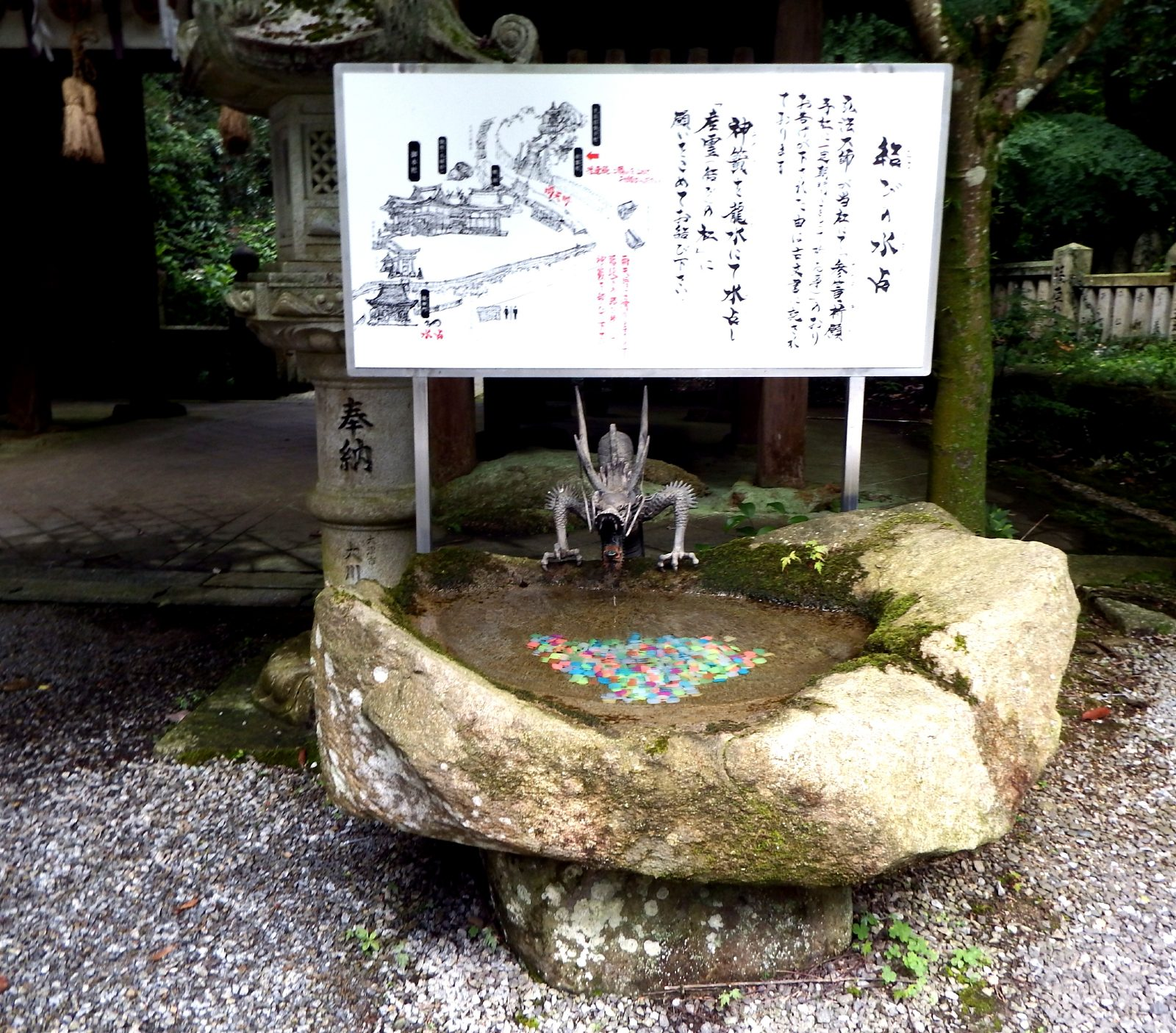
結びの水占い
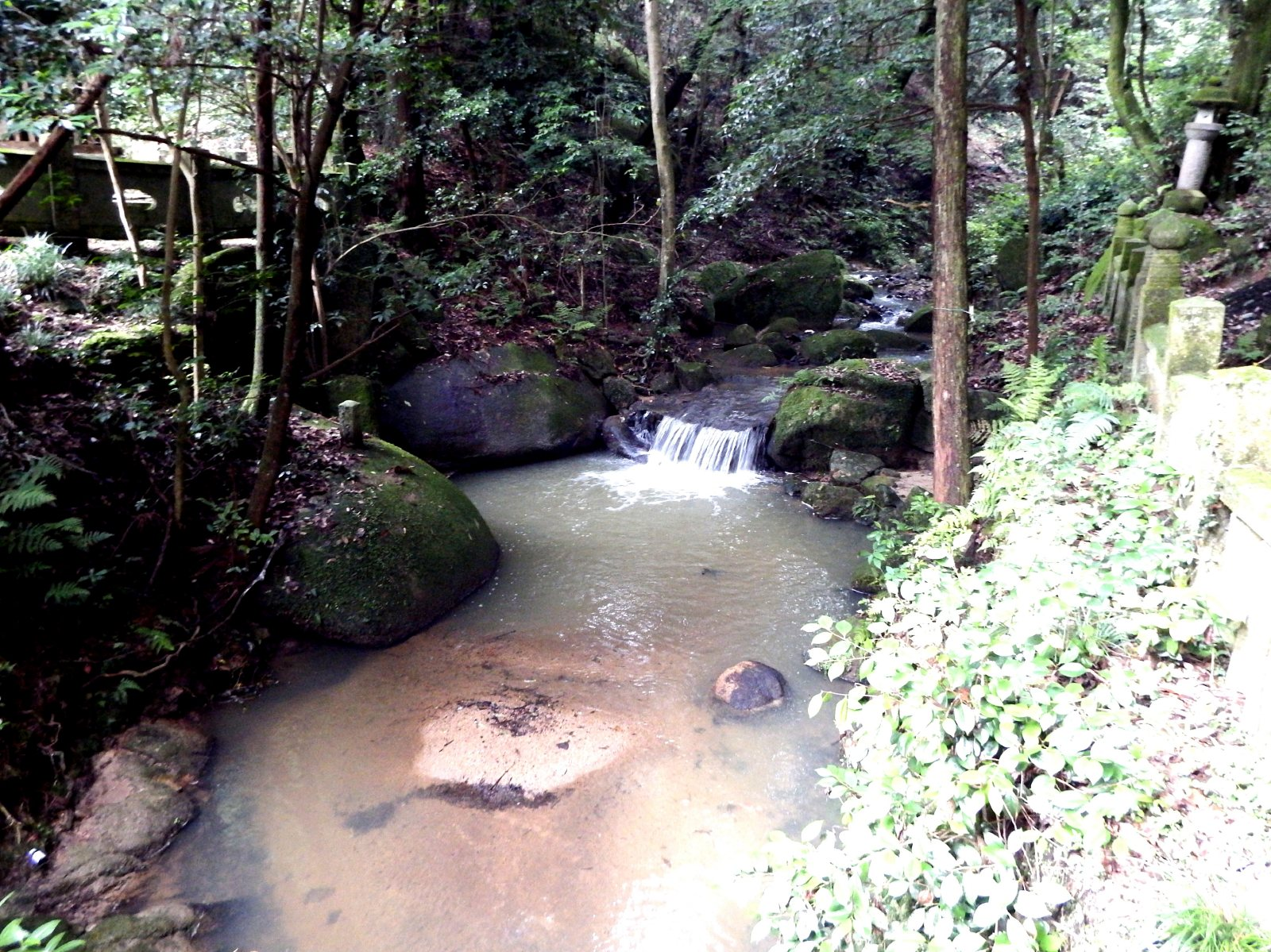
鰻淵

## 摂末社
- 千五百皇子社：本社区域から出て背後の石段を上がった所にあり、三段の磐座の下の岩の上に祠（木製）がある。祭神は伊邪那岐命・伊邪那美命。
  - 産霊社：結（ムスヒ）の神を祀る。あらゆるお願い事を結ぶ社。
- 四社宮：本社区域の左脇の神輿庫横にある。平教盛・平経盛・平資盛・平有盛を祀る。
- 豊葉神社：本社区域から左の丘にある。青葉大神・茅野姫命・大己貴命・少彦命を祀る。
  - 牛神神社：保食神を祀る。
  - 荒魂神社：大物主神を祀る。
- 祓戸社：二の鳥居を入って右にある。瀬織津比売神・速開都比女神・気吹戸主神・速佐須良比女神を祀る。

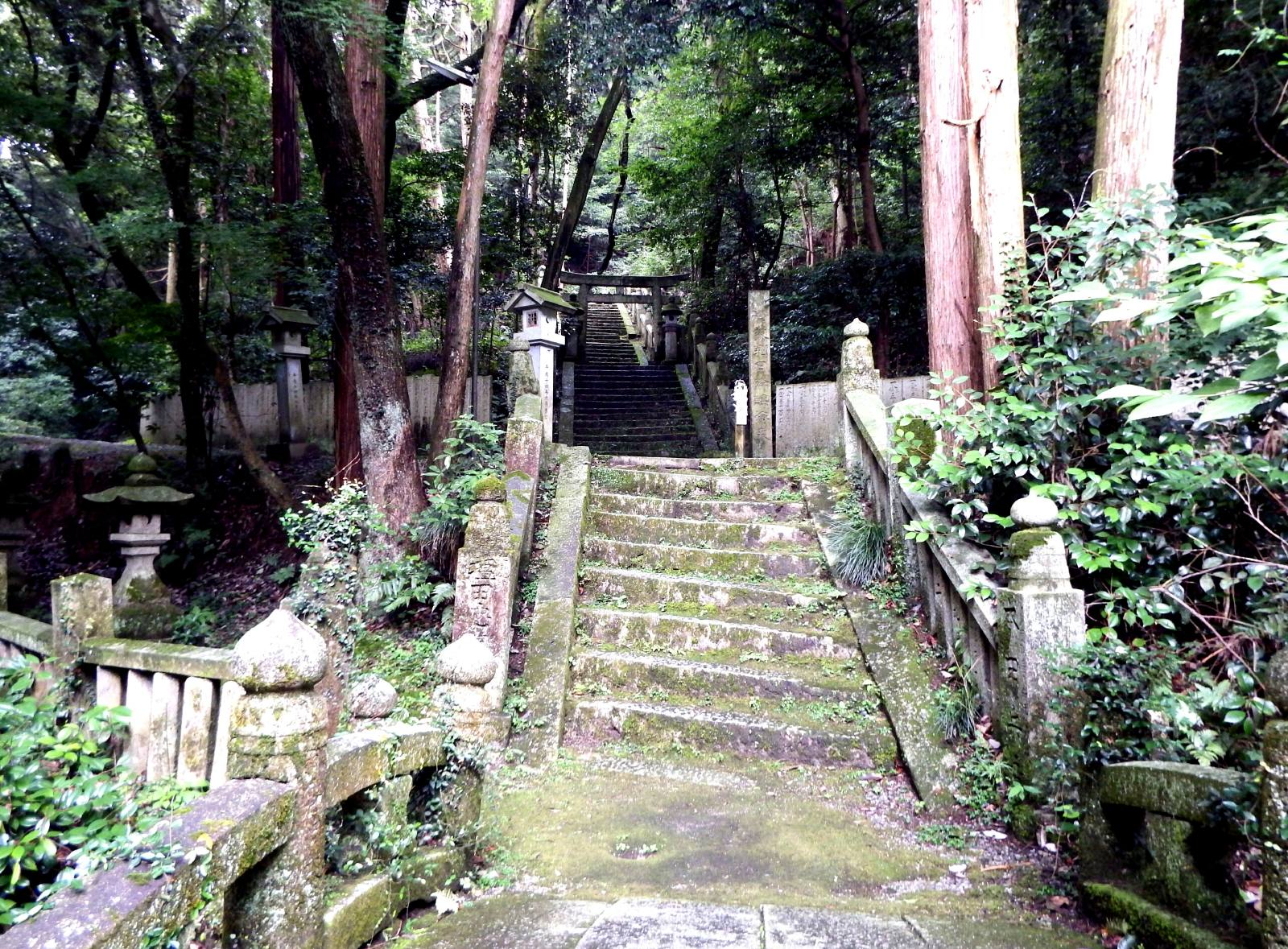
千五百皇子社への石段
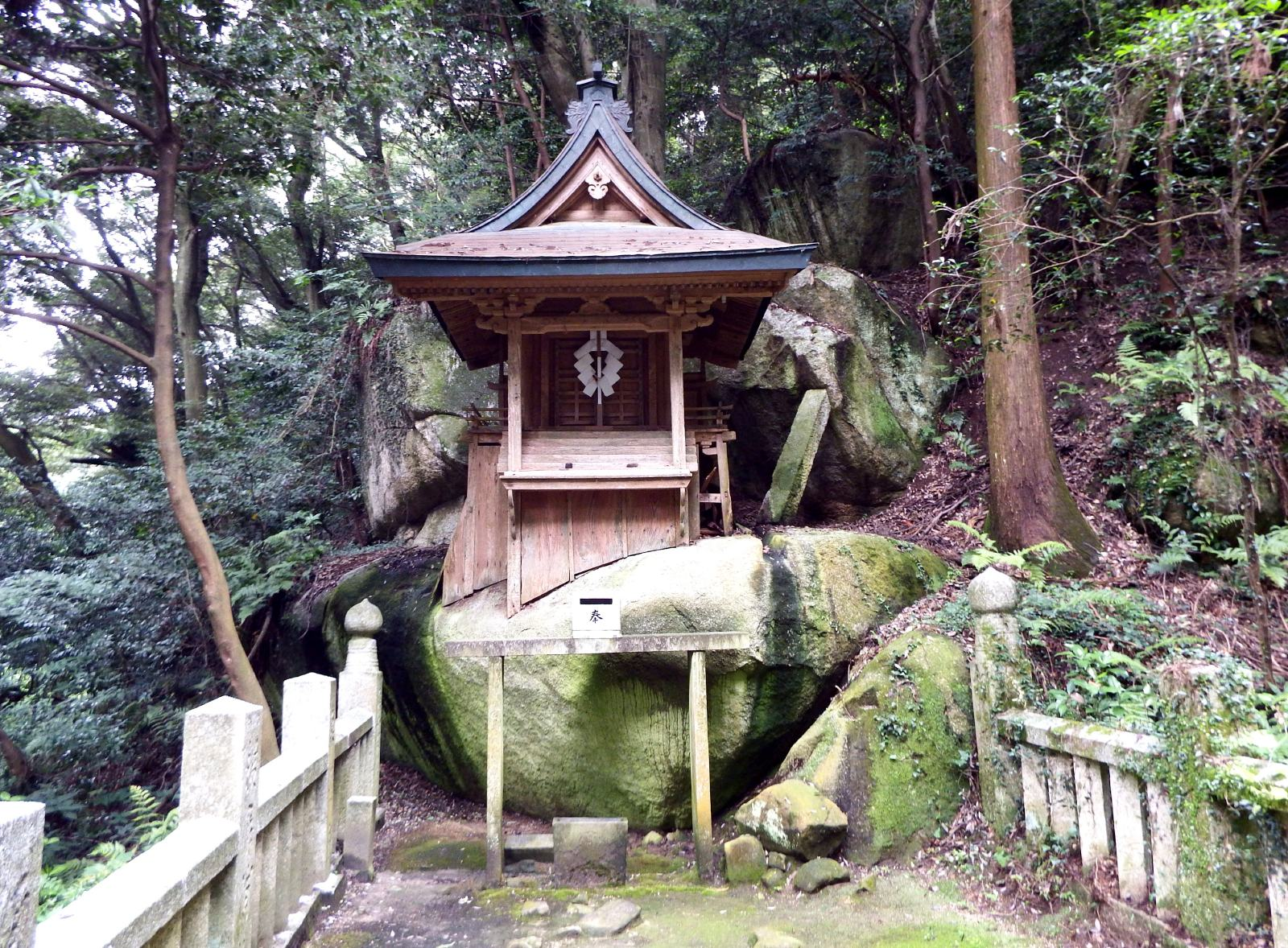
千五百皇子社
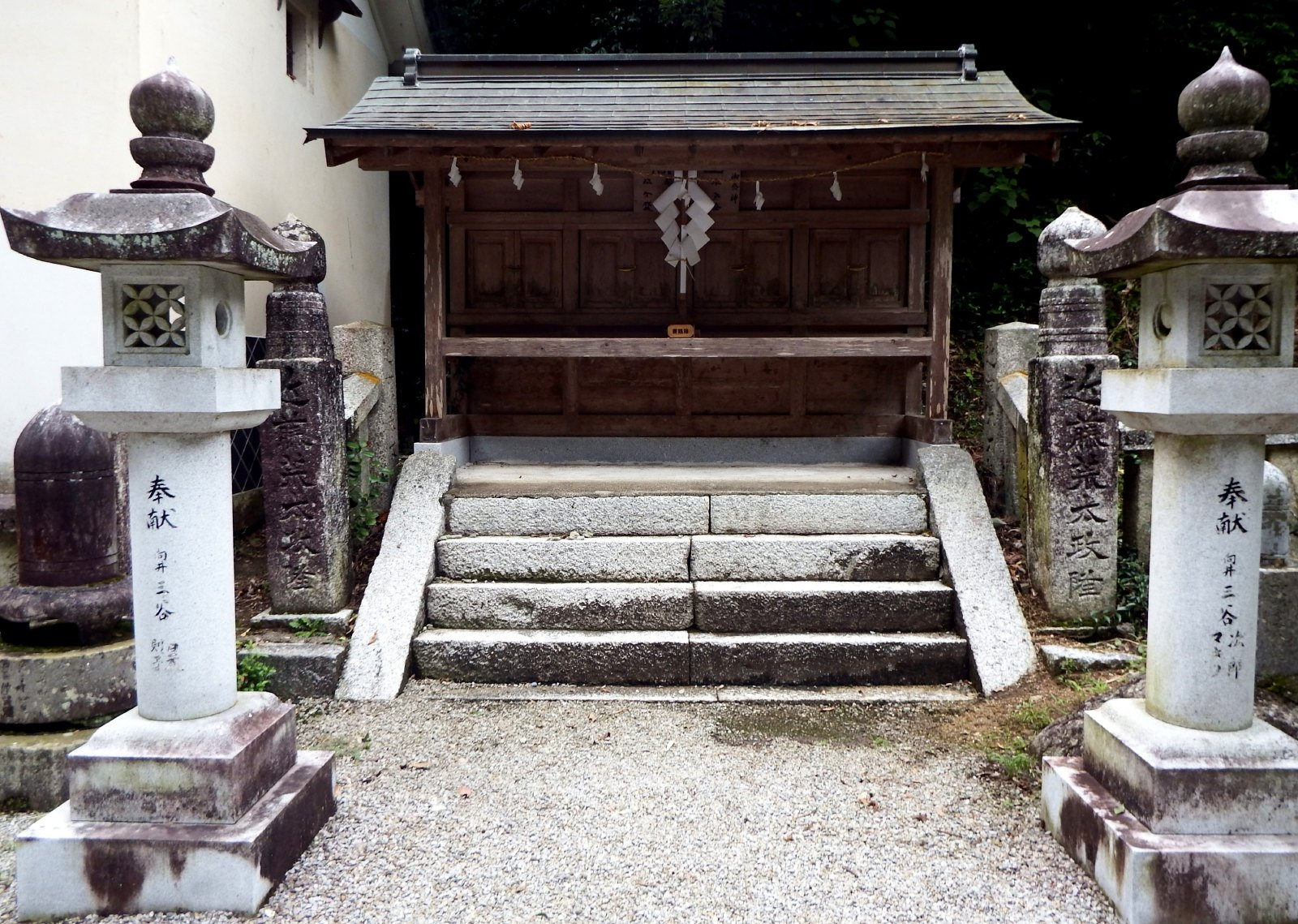
四社宮
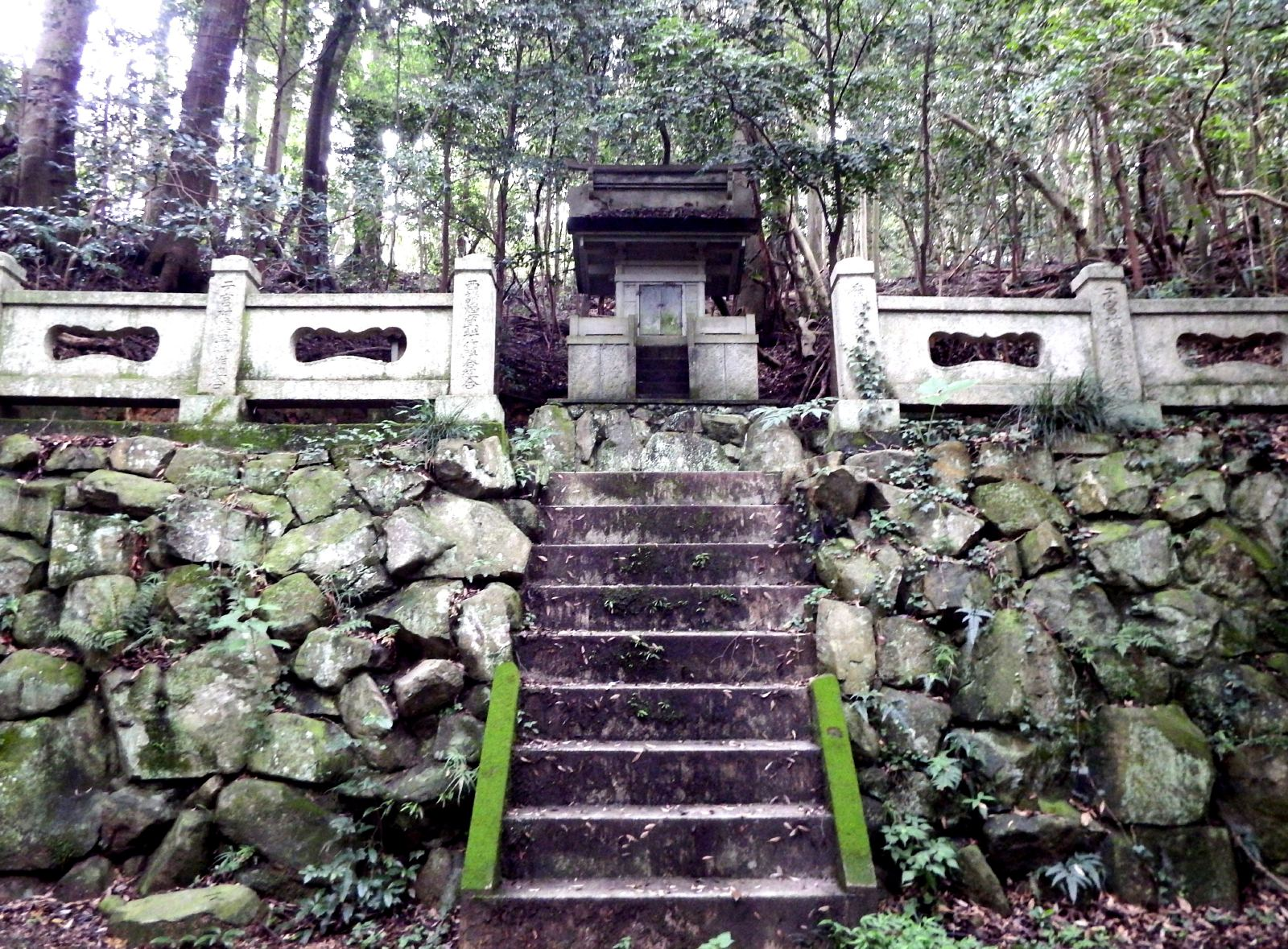
豊葉神社

## 文化財
国史跡
- 二ノ宮窯跡：本社区域の右外の山裾にある。向かって右の第一窯（登り窯）と左の第二窯（平窯）の2基、中から瓦、杯、硯が出土。平安時代後期から鎌倉時代にまたがる遺跡。昭和7年4月25日指定。

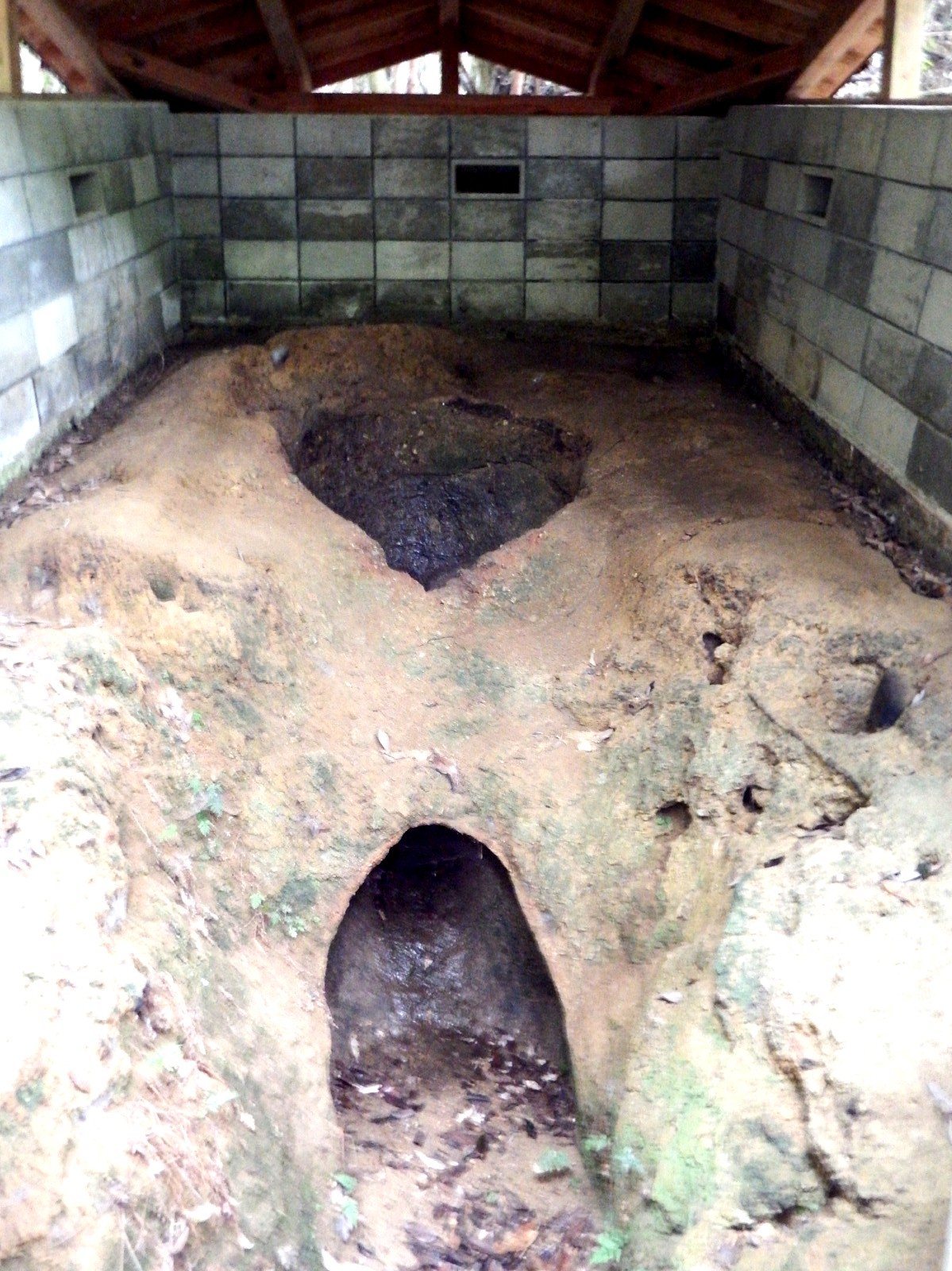
第一窯（登り窯）
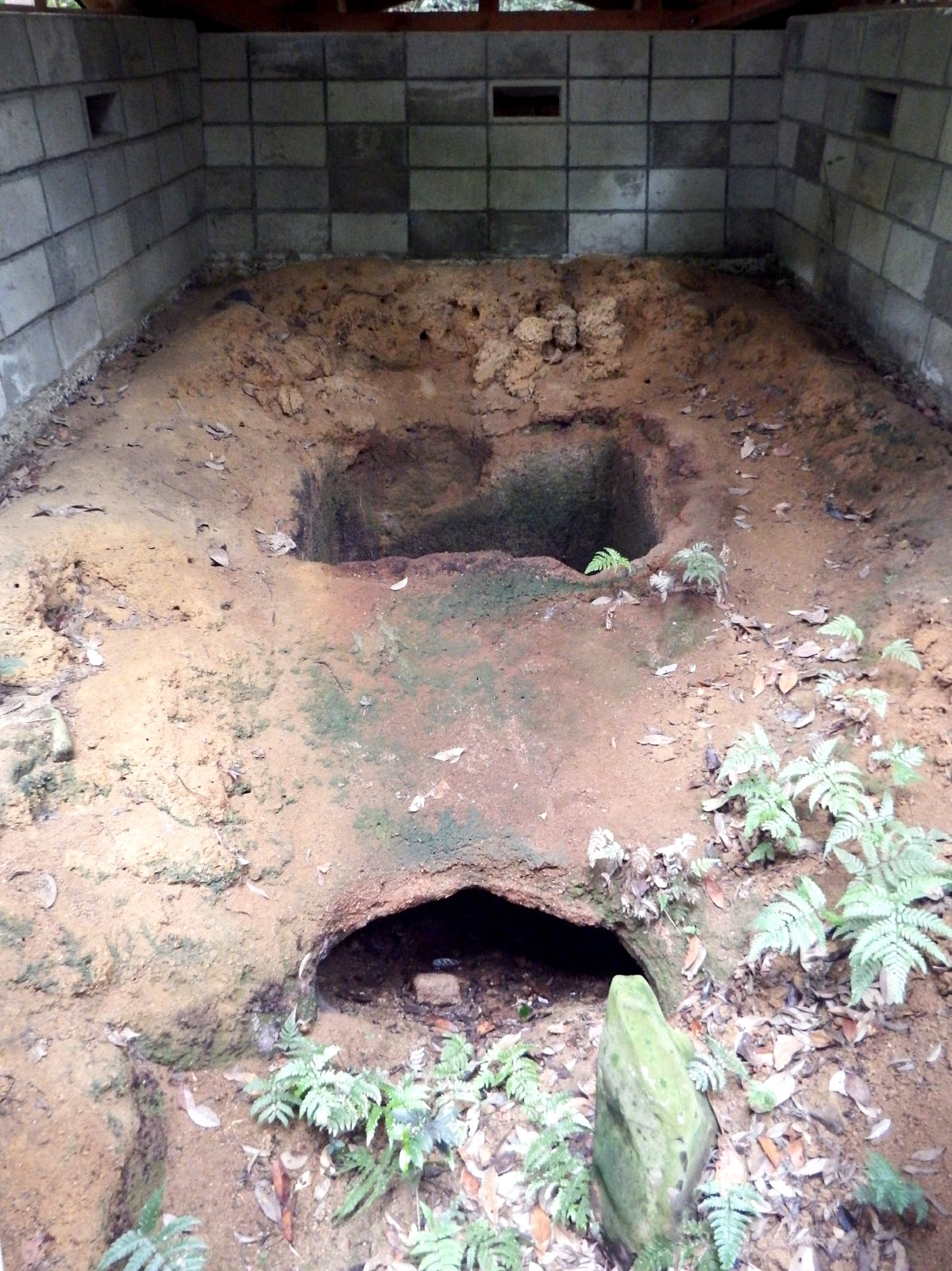
第二窯（平窯）

県指定有形文化財
- 時雨燈籠：総高246cm、凝灰岩製、1346年（康永4年）作、最高位「法橋」の位の工匠の作。昭和38年4月9日指定。

県指定天然記念物

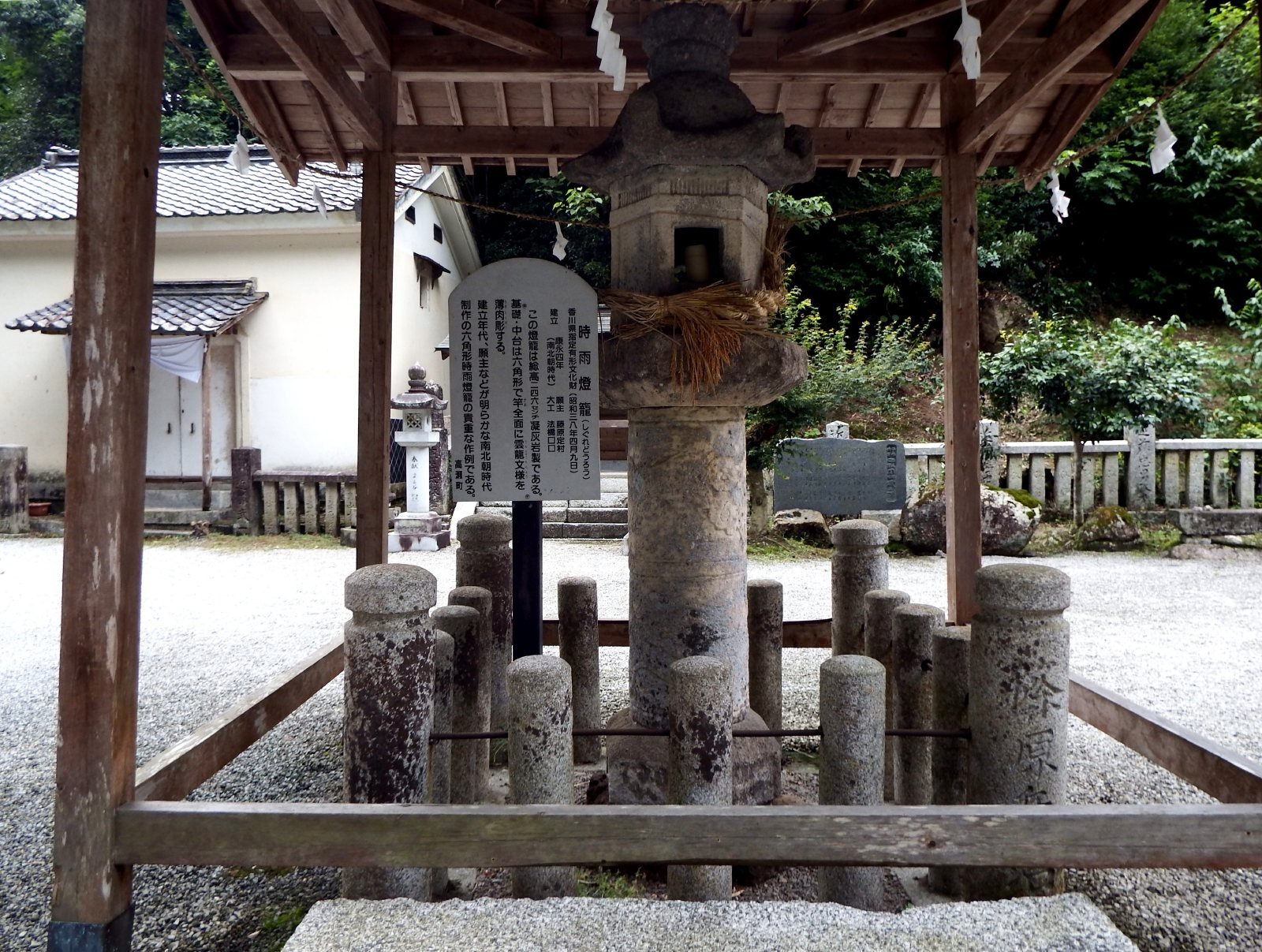
大水上神社 時雨燈籠

- 大水上神社ネズの木：一の鳥居の北20m御旅所にあり、樹高12m、枝張14m、胸高幹囲4.4m、昭和51年3月指定。

## 交通
- 国道377号より香川県道218号財田上高瀬線へ。また、さぬき豊中ICから約15分。

駐車場は随身門の前に15台、一の鳥居前の県道脇に16台。19時から朝の5時頃まではイノシシの出没の恐れのため境内進入禁止。